# Cyrtodactylus matsuii
Espèce
Cyrtodactylus matsuii est une espèce de geckos de la famille des Gekkonidae.

## Répartition
Cette espèce est endémique du Sabah en Malaisie.

## Étymologie
Cette espèce est nommée en l'honneur de Masafumi Matsui.

## Publication originale
- Hikida, 1990 : Bornean gekkonid lizards of the genus Cyrtodactylus (Lacertilia: Gekkonidae) with descriptions of three new species. Japanese Journal of Herpetology, vol. 13, n. 3, p. 91-107.